# Liste des titres musicaux numéro un au Royaume-Uni en 1959
Cette page liste les titres classés no 1 des ventes de disques au Royaume-Uni pour l'année 1959 selon The Official Charts Company.
Les classements hebdomadaires sont issus des UK Singles Chart et UK Albums Chart.

## Classement des singles
| №  | Date         | Artiste                                            | Titre                                                              | Référence |
| -- | ------------ | -------------------------------------------------- | ------------------------------------------------------------------ | --------- |
| 1  | 2 janvier    | Conway Twitty                                      | It's Only Make Believe                                             |           |
| 2  | 9 janvier    | Conway Twitty                                      | It's Only Make Believe                                             |           |
| 3  | 16 janvier   | Conway Twitty                                      | It's Only Make Believe                                             |           |
| 4  | 23 janvier   | Jane Morgan                                        | The Day the Rains Came                                             |           |
| 5  | 30 janvier   | Elvis Presley                                      | I Got Stung / One Night                                            |           |
| 6  | 6 février    | Elvis Presley                                      | I Got Stung / One Night                                            |           |
| 7  | 13 février   | Elvis Presley                                      | I Got Stung / One Night                                            |           |
| 8  | 20 février   | Shirley Bassey                                     | As I Love You                                                      |           |
| 9  | 27 février   | Shirley Bassey                                     | As I Love You                                                      |           |
| 10 | 6 mars       | Shirley Bassey                                     | As I Love You                                                      |           |
| 11 | 13 mars      | Shirley Bassey                                     | As I Love You                                                      |           |
| 12 | 20 mars      | The Platters                                       | Smoke Gets in Your Eyes                                            |           |
| 13 | 27 mars      | Russ Conway                                        | Side Saddle                                                        |           |
| 14 | 3 avril      | Russ Conway                                        | Side Saddle                                                        |           |
| 15 | 10 avril     | Russ Conway                                        | Side Saddle                                                        |           |
| 16 | 17 avril     | Russ Conway                                        | Side Saddle                                                        |           |
| 17 | 24 avril     | Buddy Holly                                        | It Doesn't Matter Anymore (en)                                     |           |
| 18 | 1er mai      | Buddy Holly                                        | It Doesn't Matter Anymore (en)                                     |           |
| 19 | 8 mai        | Buddy Holly                                        | It Doesn't Matter Anymore (en)                                     |           |
| 20 | 15 mai       | Elvis Presley                                      | (Now and Then There's) A Fool Such as I / I Need Your Love Tonight |           |
| 21 | 22 mai       | Elvis Presley                                      | (Now and Then There's) A Fool Such as I / I Need Your Love Tonight |           |
| 22 | 29 mai       | Elvis Presley                                      | (Now and Then There's) A Fool Such as I / I Need Your Love Tonight |           |
| 23 | 5 juin       | Elvis Presley                                      | (Now and Then There's) A Fool Such as I / I Need Your Love Tonight |           |
| 24 | 12 juin      | Elvis Presley                                      | (Now and Then There's) A Fool Such as I / I Need Your Love Tonight |           |
| 25 | 19 juin      | Russ Conway                                        | Roulette                                                           |           |
| 26 | 26 juin      | Russ Conway                                        | Roulette                                                           |           |
| 27 | 3 juillet    | Bobby Darin                                        | Dream Lover                                                        |           |
| 28 | 10 juillet   | Bobby Darin                                        | Dream Lover                                                        |           |
| 29 | 17 juillet   | Bobby Darin                                        | Dream Lover                                                        |           |
| 30 | 24 juillet   | Bobby Darin                                        | Dream Lover                                                        |           |
| 31 | 31 juillet   | Cliff Richard and The Shadows                      | Living Doll                                                        |           |
| 32 | 7 août       | Cliff Richard and The Shadows                      | Living Doll                                                        |           |
| 33 | 14 août      | Cliff Richard and The Shadows                      | Living Doll                                                        |           |
| 34 | 21 août      | Cliff Richard and The Shadows                      | Living Doll                                                        |           |
| 35 | 28 août      | Cliff Richard and The Shadows                      | Living Doll                                                        |           |
| 36 | 4 septembre  | Cliff Richard and The Shadows                      | Living Doll                                                        |           |
| 37 | 11 septembre | Craig Douglas (en)                                 | Only Sixteen                                                       |           |
| 38 | 18 septembre | Craig Douglas (en)                                 | Only Sixteen                                                       |           |
| 39 | 25 septembre | Craig Douglas (en)                                 | Only Sixteen                                                       |           |
| 40 | 2 octobre    | Craig Douglas (en)                                 | Only Sixteen                                                       |           |
| 41 | 9 octobre    | Jerry Keller (en)                                  | Here Comes Summer                                                  |           |
| 42 | 16 octobre   | Bobby Darin                                        | Mack the Knife                                                     |           |
| 43 | 23 octobre   | Bobby Darin                                        | Mack the Knife                                                     |           |
| 44 | 30 octobre   | Cliff Richard and The Shadows                      | Travellin' Light                                                   |           |
| 45 | 6 novembre   | Cliff Richard and The Shadows                      | Travellin' Light                                                   |           |
| 46 | 13 novembre  | Cliff Richard and The Shadows                      | Travellin' Light                                                   |           |
| 47 | 20 novembre  | Cliff Richard and The Shadows                      | Travellin' Light                                                   |           |
| 48 | 27 novembre  | Cliff Richard and The Shadows                      | Travellin' Light                                                   |           |
| 49 | 4 décembre   | Adam Faith                                         | What Do You Want?                                                  |           |
| 50 | 11 décembre  | Adam Faith                                         | What Do You Want?                                                  |           |
| 51 | 18 décembre  | Adam Faith Emile Ford and the Checkmates (ex æquo) | What Do You Want? What Do You Want to Make Those Eyes at Me For?   |           |
| 52 | 25 décembre  | Emile Ford ans the Checkmates                      | What Do You Want to Make Thoses Eyes at Me For?                    |           |

## Classement des albums
En 1959, un seul album occupe la place de no 1 durant toute l'année, sans interruption: la bande originale du film South Pacific interprétée par divers artsites.

## Meilleures ventes de l'année
- Singles[2] : Cliff Richard and the Shadows - Living Doll
- Albums[3] : Divers artistes - Bande originale du film South Pacific